# Dorothy Sarnoff
Dorothy Sarnoff (New York, 25 maggio 1914 – New York, 20 dicembre 2008) è stata un soprano statunitense.

## Biografia
Dopo aver studiato letteratura inglese alla Cornell University, Sarnoff debuttò nel mondo dell'opera con la NBC Symphony Orchestra e al St. Louis Municipal Company. Grazie a un bando della Metropolitan Opera House, ottenne un posto con la Philadelphia Opera Company, per cui cantò nei ruoli di Mimì ne La Bohème, Marguerite nel Faust ed Antonia ne I racconti di Hoffmann. 
Debuttò alla New York City Opera nel 1945 nel ruolo di Tosca, a cui seguirono nei mesi successivi apprezzate interpretazioni delle parti di Marguerite, Mimì, Nedda in Pagliacci e Micaela in Carmen. All'attività operistica accompagnò quella di attrice e cantante nei musical di Broadway: il suo ruolo più famoso fu quello di Lady Thiang nella produzione originale di Broadway di The King and I con Yul Brynner e Gertrude Lawrence.
A partire dagli anni 60, abbandonò le scene e cominciò a lavorare come consulente d'immagine ed insegnante di dizione. Tra i suoi studenti più celebri si ricordano il primo ministro di Israele Menachem Begin, il presidente Jimmy Carter, la scrittrice Danielle Steel e la stilista Paloma Picasso.